# Messaggio di Amman
Il Messaggio di Amman (in arabo رسالة عمان‎?, Risālat ʿAmmān; Lingua turca Amman Bildirgesi; Urdu عمان کا پیغام) è il nome che indica un appello alla tolleranza e all'unità nel mondo islamico, approvato il 9 novembre 2004 (27 Ramaḍān 1425 del calendario islamico) da Re ʿAbd Allāh II ibn al-Ḥusayn di Giordania. Un documento articolato in 3 punti fu reso noto da 200 dotti musulmani di 50 nazioni, che davano una definizione su chi era un "musulmano"; che si occupavano della "scomunica islamica" (takfīr), e i principi riguardanti i pareri legali in punta di diritto islamico (fatāwa).

## Contenuto
Il Messaggio di Amman fu messo a punto ad Amman (Giordania), come sermone da tenere nel mese di Ramaḍān dal massimo responsabile della Giustizia, lo Shaykh ʿIzz al-Dīn al-Tamīmī, alla presenza di Re ʿAbd Allāh II e di un certo numero di studiosi musulmani. Secondo una relazione svolta dall'International Crisis Group, "il sermone ha sottolineato la necessità di ribadire i valori fondamentali di compassione dell'Islam, di mutuo rispetto, di tolleranza, di accettazione e libertà di religione." L'anno successivo, nel luglio del 2005, una convenzione islamica radunò 200 studiosi musulmani di oltre 50 Paesi che approvarono na dichiarazione in 3 punti (in seguito noti come 'Messaggio in tre punti di Amman').

Questa dichiarazione sottolineava:
1. Il riconoscimento di otto scuole di pensiero giuridico (madhāhib) e teologico.[5]
  1. Hanafismo (Sunnismo)
  2. Malikismo (Sunnismo)
  3. Sciafeismo (sunnismo)
  4. Hanbalismo (sunnismo)
  5. Jafarismo (Sciismo) (incluso Mustalianesimo-Nizarismo-Ismailismo Tayyibita)
  6. Zaidismo (sciismo)
  7. Zahirismo
  8. Ibadismo

  - Il divieto di dichiarare apostati quanti sono seguaci dei seguenti diversi credo/pratiche/pensieri:[5]

  1. Credo ashʿarita
  2. Pratiche reali di Tasawwuf (Sufismo)
  3. Autentico pensiero salafita
2. Divieto di pronunciare condanna di "scomunica" (takfīr) o pratiche similari a musulmani
3. Le disposizioni sono poste come condizioni preliminari per l'emissione di editti religiosi, per prevenire la circolazione di editti illegittimi

Spiegando le ragioni per cui il Messaggio era stato divulgato, Re ʿAbd Allāh II di Giordania affermò: "Ci siamo accorti che il messaggio islamico di tolleranza è stato sottoposto a un duro e ingiusto attacco da parte di una parte dell'Occidente che non capisce l'essenza dell'Islam, e da parte di altri che sostengono di essere associati con l'Islam e che si nascondono dietro l'Islam per commettere atti irresponsabili."

## Conferenza e dichiarazioni
Di seguito sono elencate le conferenze e le dichiarazioni relative al Messaggio di Amman:
- The International Islamic Conference: True Islam and Its Role in Modern Society, (Amman, 27-29 Jumada II 426 AH[8] / 4–6 luglio 2005 CE[9])
- Forum of Muslim 'Ulama' and Thinkers, (Mecca, 5-7 Sha'ban 1426 AH / 9–11 settembre 2005 CE)
- First International Islamic Conference Concerning the Islamic Schools of Jurisprudence and the Modern Challenges, (Università Al al-Bayt, 13-15 Shawwal AH /15–17 novembre 2005 CE)
- The Third Extraordinary Session of the Organization of the Islamic Conference, (5-6 Dhu'l-Qa'da 1426 AH / 7–8 dicembre 2005 CE)
- The Second International Conference of the Assembly for Moderate Islamic Thought and Culture, (25-27 1 Rabi' 1427 AH / 24–26 aprile 2006 CE)
- The International Islamic Fiqh Academy Conference Seventeenth Session, (Amman, 28 Jumada I - 2 Jumada II 1427 ah / 24–28 June 2006 ce)
- Muslims of Europe Conference, (Istanbul, 1–2 luglio 2006 CE)
- The ninth session of the council of the Conference of Ministers of Religious Endowments and Islamic Affairs, (Kuwait, 20-21 1426 AH / 22–23 novembre 2005 CE)
- Amman Message in the Eyes of Others: Dialogue, Moderation, Humanity, (Università Hascemita, 20-21 settembre 2006)

## Fatwa e alcuni riconoscimenti da parte diʿUlamāʾ
Di seguito l'elenco di alcune personalità e organizzazioni che hanno emesso fatwā e dichiarazioni di consenso in relazione al Messaggio di Amman (in base ai Websites ufficiali indicati):
N.B. Elenco ordinato e numerato in base ai Websites ufficiali indicati.
| Sr No | Nome                                                                   | Titolo | Paese          | Branca  | Fiqh      | Strumento di consenso | Website                                                                                                  | Immagine |
| ----- | ---------------------------------------------------------------------- | --- | -------------- | ------- | --------- | --------------------- | --- | -------- |
| 1     | Muhammad Sayyid Tantawi                                                | Grande Imam di al-Azhar                                                                                                   | Egitto         | sunnita | sciafeita | Fatwa.                | Website ufficiale. URL consultato il 15 gennaio 2018 (archiviato dall'url originale il 2 marzo 2008).    |          |
| 2     | ʿAlī Gumʿa                                                             | Gran Mufti d'Egitto | Egitto         | sunnita | sciafeita | Fatwa                 | |          |
| 3     | Ali Bardakoğlu                                                         | Presidente della Presidenza degli affari religiosi, Turchia                                                               | Turchia        | sunnita | hanafita  | Fatwa.                | Website ufficiale. URL consultato il 12 ottobre 2017 (archiviato dall'url originale il 5 ottobre 2006).  |          |
| 4     | Ahmed Kuftaro                                                          | Gran Mufti di Siria | Siria          | sunnita | sciafeita | Fatwa.                | Website ufficiale (archiviato dall'url originale il 21 ottobre 2014).                                    |          |
| 5     | Sa'id 'Abd al-Hafiz al-Hijjawi                                         | Gran Mufti di Giordania                                                                                                   | Giordania      | sunnita | sciafeita | Fatwa.                | - |          |
| 6     | Nuh Ha Mim Keller                                                      | Studioso musulmano della Giordania                                                                                        | Giordania      | sunnita | sciafeita | Fatwa.                | - |          |
| 7     | Yusuf al-Qaradawi                                                      | Direttore del Consiglio della Sunna e della Sira                                                                          | Qatar          | sunnita | hanafita  | Fatwa.                | Website ufficiale. URL consultato il 12 ottobre 2017 (archiviato dall'url originale il 1º giugno 1997).  |          |
| 8     | Abdallah bin Bayyah                                                    | Vice Presidente dell'Unione Internazionale degli studiosi musulmani                                                       | Arabia Saudita | sunnita | malikita  | Fatwa.                | Website ufficiale.                                                                                       |          |
| 9     | Muhammad Taqi Usmani                                                   | Vice Presidente dell'Accademia Internazionale di Fiqh islamico di Jedda                                                   | Pakistan       | sunnita | hanafita  | Fatwa.                | - |          |
| 10    | Sayyid Shaykh Nazim al-Haqqani                                         | Leader dell'Ordine sufi Naqshbandi Haqqani                                                                                | Cipro del Nord | sunnita | hanafita  | -                     | Website ufficiale. URL consultato l'11 luglio 2020 (archiviato dall'url originale il 7 luglio 2019).     |          |
| 11    | Abd Allah al-Harari                                                    | Fondatore di al-Ahbash | Libano         | sunnita | sciafeita | Fatwa.                | Website ufficiale. URL consultato il 5 giugno 2015 (archiviato dall'url originale il 17 marzo 2012).     |          |
| 12    | Muhammad Ṭāhir ul-Qadri                                                | Leader fondatore del Minhaj ul-Qurʾān Internazionale e Capo Esecutivo dell'Università Internazionale Minhaj               | Pakistan       | sunnita | hanafita  | -                     | Website ufficiale.                                                                                       |          |
| 13    | Habib Ali al-Jifri                                                     | Leader fondatore della Fondazione Tabah di Abu Dhabi, Membro dell'Istituto Reale Āl al-Bayt di Pensiero islamico ad Amman | Yemen          | sunnita | sciafeita | -                     | Website ufficiale.                                                                                       |          |
| 14    | Habib Umar ibn Hafiz                                                   | Leader fondatore e Rettore della Dār al-Muṣṭafā di Tarim (Yemen)                                                          | Yemen          | sunnita | sciafeita | -                     | Website ufficiale.                                                                                       |          |
| 15    | ʿAlī Ḥoseynī Khamene'ī                                                 | Grande Ayatollah, Rahbar (Guida Suprema) dell'Iran                                                                        | Iran           | sciita  | jafarita  | Fatwa.                | Website ufficiale.                                                                                       |          |
| 16    | Mohammad Sa'id al-Hakim                                                | Grande Ayatollah | Iraq           | sciita  | jafarita  | Fatwa.                | Website ufficiale.                                                                                       |          |
| 17    | Muhammad Ishaq al-Fayyad                                               | Grande Ayatollah | Iraq           | sciita  | jafarita  | Fatwa.                | Website ufficiale. URL consultato l'11 luglio 2020 (archiviato dall'url originale il 15 marzo 2008).     |          |
| 18    | Bashīr Ḥusayn Najafī                                                   | Grande Ayatollah | Iraq           | sciita  | jafarita  | Fatwa.                | Website ufficiale. URL consultato l'11 luglio 2020 (archiviato dall'url originale il 1º agosto 2015).    |          |
| 19    | Husayn al-Sadr                                                         | Grande Ayatollah | Iraq           | sciita  | jafarita  | Fatwa.                | Website ufficiale (archiviato dall'url originale il 30 ottobre 2014).                                    |          |
| 20    | Muḥammad Fāżil Lankarānī                                               | Grande Ayatollah | Iran           | sciita  | jafarita  | Fatwa.                | Website ufficiale (archiviato dall'url originale il 30 ottobre 2014).                                    |          |
| 21    | Moḥammed ʿAlī Taskhīrī                                                 | Grande Ayatollah Segretario Generale del Forum per la vicinanza delle scuole di giurisprudenza islamica                   | Iran           | sciita  | jafarita  | Fatwa.                | Website ufficiale (archiviato dall'url originale il 30 ottobre 2014).                                    |          |
| 22    | Muhammad Husayn Fadlallah                                              | Grande Ayatollah | Libano         | sciita  | jafarita  | Fatwa.                | Website ufficiale. URL consultato il 5 giugno 2015 (archiviato dall'url originale il 15 maggio 2013).    |          |
| 23    | Muhammad ibn Muhammad Isma'il al-Mansur e Humud ibn 'Abbas al-Mu'ayyad | Shaykh | Yemen          | sciita  | zaydita   | Fatwa.                | Website ufficiale (archiviato dall'url originale il 30 ottobre 2014).                                    |          |
| 24    | Ibrahim ibn Muhammad al-Wazir                                          | Segretario Generale del Movimento per l'unificazione e l'azione islamica, Yemen                                           | Yemen          | sciita  | zaydita   | Fatwa.                | Website ufficiale (archiviato dall'url originale il 30 ottobre 2014).                                    |          |
| 25    | Aḥmad ibn Ḥāmad al-Khalīlī                                             | Muftī del Sultanato dell'Oman                                                                                             | Oman           | ibadita | -         | Fatwa.                | Website ufficiale (archiviato dall'url originale il 30 ottobre 2014).                                    |          |
| 26    | ʿAlī Ḥusaynī Sistānī                                                   | Grande Ayatollah | Iraq           | sciita  | jafarita  | Fatwa.                | Website ufficiale. URL consultato il 12 giugno 2020 (archiviato dall'url originale il 6 settembre 2017). |          |

## Accoglienza
Tony Blair, mentre era ancora Primo Ministro del Regno Unito, pronunciò un discorso in cui lodò il Messaggio di Amman e l'adesione di numerosi studiosi, commentando che: "Questo è stato un messaggio chiaro che l'Islam non è una fede monolitica, ma una realtà ricca di diversità, fermo restando che tutte attingono a una medesima fonte."
Malgrado la natura ecumenica del Messaggio di Amman, da quando esso fu approvato si è registrato un marcato declino nelle relazioni sciismo-sunnismo, come risultato dell'aumento dei conflitti settari in vari paesi quali l'Iraq, la Siria, il Libano, il Bahrein o lo Yemen.